# مسترجسة
المُسْتَرْجِسَة أو فطر السوردار أو العَشُوف (الاسم العلمي: Sordaria) هي جنس من الفطريات تتبع فصيلة السوردارية من رتبة السورداريات

## أنواع المسترجسة
- مسترجسة أرجنتينية
- مسترجسة أريزونية
- مسترجسة ألبية
- مسترجسة بلطيقية
- مسترجسة بنفسجية
- مسترجسة جنوبية
- مسترجسة صغرى
- مسترجسة صغيرة الأبواغ
- مسترجسة صفراء
- مسترجسة طوافة
- مسترجسة غربية
- مسترجسة فضية
- مسترجسة فيلية
- مسترجسة قطبية شمالية
- مسترجسة كاليفورنية
- مسترجسة كبرى
- مسترجسة لا متساوية
- مسترجسة لحوية
- مسترجسة مشعرة
- مسترجسة مكروية
- مسترجسة منتصبة
- مسترجسة مهملة
- مسترجسة هندية